# ارمنستان در ۲۰۰۴
لیست زیر رویدادهایی است که در طی سال ۲۰۰۴ (میلادی) در ارمنستان اتفاق افتاده است.
- تهران و ایروان سال ۲۰۰۴ میلادی قرارداد تهاتر گاز و برق را برای مدت ۲۰ سال امضا کردند که بر اساس آن، گاز صادراتی ایران به مصرف نیروگاه‌های تولید برق در ارمنستان می‌رسد و در عوض، ایران از ارمنستان برق وارد می‌کند. ارمنستان از اواسط سال ۲۰۰۹ واردات گاز از ایران را آغاز کرده‌است.[۱]